# كلوستريديوم سارديني
كلوستريديوم ساردينيس أو كلوستريديوم سارديني  هو نوع من البكتيريا من فصيلة كلوستريدياسيا.